# Vector (wiskunde)
Een vector, uit het Latijn: drager, is in de wiskunde een element van een vectorruimte, en daarmee een weinig specifiek begrip. Vectorruimten zijn generalisaties van de gewone driedimensionale ruimte, waarin punten voorgesteld worden door hun drie coördinaten {\displaystyle x}, {\displaystyle y} en {\displaystyle z}. Zulke punten, opgevat als pijlen van de oorsprong tot het punt {\displaystyle (x,y,z)}, waren de eerste die vector genoemd werden, een term ingevoerd door William Rowan Hamilton in 1837. Zo'n pijl stelt in de meetkunde en de natuurkunde een grootheid voor die zowel grootte als richting heeft, zoals verplaatsing, snelheid, versnelling, kracht, en dergelijke. Alleen de nulvector heeft geen richting.

## Voorstelling van een vector
Vectoren worden om ze van scalaire grootheden te onderscheiden soms ook als een vetgedrukte letter, bijvoorbeeld {\displaystyle \mathbf {a} } genoteerd, maar ook als een letter met een pijltje erboven, zoals {\displaystyle {\vec {a}}}. Men tekent een vector als een pijl, beginnend in zijn aangrijpingspunt.
In de verschillende toepassingen wordt onder meer onderscheid gemaakt tussen plaatsvectoren, vrije vectoren, glijdende vectoren en gebonden vectoren.

### Plaatsvector
Een plaatsvector is een gebonden vector met de oorsprong als aangrijpingspunt. Als met plaatsvectoren wordt gerekend, worden de notaties voor een punt en de bijhorende plaatsvector vaak door elkaar gebruikt. In een {\displaystyle xyz}-assenstelsel bijvoorbeeld: {\displaystyle {\vec {OP}}=P=(p_{x},p_{y},p_{z})}.
De vector {\displaystyle \mathbf {a} } in de nevenstaande figuur kan worden geschreven als {\displaystyle {\vec {PQ}}}. Als de vector {\displaystyle \mathbf {a} } een gebonden vector is, is {\displaystyle P} het aangrijpingspunt van {\displaystyle \mathbf {a} }.
De figuur stelt een vector in een tweedimensionale ruimte voor. Men kan ook vectoren in ruimtes met andere dimensies beschouwen.
Merk op dat men een vrije vector op verschillende manieren kan tekenen. Wanneer men op eenzelfde afbeelding verschillende malen dezelfde vector tekent, heeft men verschillende, evenwijdige pijltjes van gelijke lengte die in dezelfde richting wijzen.
Twee vrije vectoren zijn gelijk als ze dezelfde grootte en richting hebben. Voor gebonden vectoren komt hier nog de eis bij dat ze hetzelfde aangrijpingspunt moeten hebben. Hierdoor ligt de grafische voorstelling van een gebonden vector volledig vast: men kan niet op één afbeelding twee keer (op een verschillende plaats) dezelfde gebonden vector tekenen. De vectoren {\displaystyle \mathbf {a} } en {\displaystyle \mathbf {b} } op de volgende afbeelding zijn aan elkaar gelijk als het gaat om vrije vectoren, maar verschillend als het gaat om gebonden vectoren, aangezien ze een verschillend aangrijpingspunt hebben.

### Vrije vectoren
Een vrije vector wordt bepaald door een richting en een lengte. Een vrije vector kan overal op het vlak of in de ruimte getekend worden: het blijft dezelfde vector.
Omgekeerd: alle vrije vectoren met dezelfde richting en lengte zijn een voorstelling van een en dezelfde vector.

### Glijdende vectoren
Een glijdende vector heeft een vaste richting en lengte, maar kan enkel vrij over zijn drager of dragende rechte schuiven of glijden, dus in de richting van de vector en in tegengestelde richting. Een glijdende vector kan overal op de rechte getekend worden: het blijft dezelfde vector. Bijvoorbeeld in het geval van een koppel maakt het glijden van de twee krachten over hun dragers niet uit voor het koppelmoment, terwijl zijdelings verschuiven wel uit zou maken.

### Gebonden vector
Een gebonden vector heeft een vast aangrijpingspunt en een vaste richting en lengte. Het aangrijpingspunt is het punt waar vanuit de vector vertrekt. Iedere functiewaarde van een vectorveld kan worden voorgesteld als een gebonden vector.

## Vectoren in de gewone driedimensionale ruimte
Een vector in de gewone driedimensionale ruimte, de driedimensionale euclidische ruimte, de klassieke natuurkundige ruimte, kan, na een keuze van een basis, gerepresenteerd worden door {\displaystyle 3} componenten. Laat de vectoren {\displaystyle \mathbf {u} _{1}}, {\displaystyle \mathbf {u} _{2}} en {\displaystyle \mathbf {u} _{3}} een basis van de ruimte vormen. Dan kan (per definitie van basis) iedere vector {\displaystyle \mathbf {a} } worden geschreven als een lineaire combinatie van {\displaystyle \mathbf {u} _{1}}, {\displaystyle \mathbf {u} _{2}} en {\displaystyle \mathbf {u} _{3}}. Dit wil zeggen dat er getallen {\displaystyle a_{1}}, {\displaystyle a_{2}} en {\displaystyle a_{3}} zijn zodat {\displaystyle \mathbf {a} =a_{1}\mathbf {u} _{1}+a_{2}\mathbf {u} _{2}+a_{3}\mathbf {u} _{3}}. De vectoren {\displaystyle a_{1}\mathbf {u} _{1}}, {\displaystyle a_{2}\mathbf {u} _{2}} en {\displaystyle a_{3}\mathbf {u} _{3}}heten de componenten van de vector {\displaystyle \mathbf {a} }. De getallen {\displaystyle a_{1},a_{2}} en {\displaystyle a_{3}} noemt men de coördinaten of kentallen van {\displaystyle \mathbf {a} } ten opzichte van de basis {\displaystyle (\mathbf {u} _{1},\mathbf {u} _{2},\mathbf {u} _{3})}. De volgorde van {\displaystyle a_{1}}, {\displaystyle a_{2}} en {\displaystyle a_{3}} is belangrijk. Indien het duidelijk is over welke basis het gaat, vermeldt men vaak de basis niet.

### Getallenruimte
In de reële driedimensionale coördinatenruimte {\displaystyle \mathbb {R} ^{3}} is de standaardbasis {\displaystyle (\mathbf {e} _{1},\mathbf {e} _{2},\mathbf {e} _{3})} met de basisvectoren 
{\displaystyle \mathbf {e} _{1}=(1,0,0),\ \mathbf {e} _{2}=(0,1,0),\ \mathbf {e} _{3}=(0,0,1)}
Meetkundig worden ze weergegeven door onderling loodrechte vectoren van lengte 1. Men kan hierin een afstand en hoeken definiëren die overeenkomen met de meetkundige begrippen, met als resultaat een driedimensionale euclidische ruimte. Omgekeerd kan men uitgaand van een driedimensionale euclidische ruimte, met gegeven begrippen lengte en loodrecht, drie onderling loodrechte vectoren {\displaystyle \mathbf {e} _{1}}, {\displaystyle \mathbf {e} _{2}} en {\displaystyle \mathbf {e} _{3}} van lengte 1 als basisvectoren kiezen, zodat een vector met zijn drie coördinaten kan worden beschreven.
In beide gevallen is het resultaat een cartesisch coördinatenstelsel met de drie in de eerste zin genoemde basisvectoren, waarin iedere vector {\displaystyle \mathbf {a} } geschreven kan worden als lineaire combinatie van de eenheidsvectoren:  
{\displaystyle \mathbf {a} =a_{1}\mathbf {e} _{1}+a_{2}\mathbf {e} _{2}+a_{3}\mathbf {e} _{3}}.
De richting van {\displaystyle \mathbf {e} _{1}} is die waarin de eerste coördinaat toeneemt, enzovoort. Men noemt de standaardbasis ook wel {\displaystyle (\mathbf {e} _{x},\mathbf {e} _{y},\mathbf {e} _{z})}. Soms wordt ook de notatie {\displaystyle (\mathbf {i} ,\mathbf {j} ,\mathbf {k} )} gebruikt. Alle drie hebben ze de lengte 1.
De rijvector {\displaystyle {\begin{bmatrix}a_{1}&a_{2}&a_{3}\end{bmatrix}}} en de kolomvector {\displaystyle {\begin{bmatrix}a_{1}\\a_{2}\\a_{3}\end{bmatrix}}} zijn niet hetzelfde. De matrixvermenigvuldiging van {\displaystyle {\begin{bmatrix}a_{1}&a_{2}&a_{3}\end{bmatrix}}} voor een {\displaystyle 3\times 3}-matrix {\displaystyle A} en van {\displaystyle {\begin{bmatrix}a_{1}\\a_{2}\\a_{3}\end{bmatrix}}} na {\displaystyle A} geeft over het algemeen een verschillend resultaat.

### Gelijkheid
Twee vectoren zijn gelijk aan elkaar als ze dezelfde grootte en richting hebben.
Equivalent is: twee vectoren zijn aan elkaar gelijk als ze dezelfde componenten hebben. Twee vectoren
{\displaystyle \mathbf {a} =a_{1}\mathbf {e} _{1}+a_{2}\mathbf {e} _{2}+a_{3}\mathbf {e} _{3}}
en
{\displaystyle \mathbf {b} =b_{1}\mathbf {e} _{1}+b_{2}\mathbf {e} _{2}+b_{3}\mathbf {e} _{3}}
zijn dus aan elkaar gelijk dan en slechts dan als
{\displaystyle a_{1}=b_{1},\quad a_{2}=b_{2},\quad a_{3}=b_{3}}

### Optellen van vectoren, parallellogramregel
Het optellen van vectoren kan men doen aan de hand van een tekening in een vlak waar beide in liggen, de zogenoemde parallellogramregel:
De som van twee vectoren wordt de resultante van de twee vectoren genoemd. Het is in de natuurkunde een van de eerste voorbeelden van superpositie. Om {\displaystyle \mathbf {a} +\mathbf {b} } te construeren, tekent men {\displaystyle \mathbf {a} } en {\displaystyle \mathbf {b} } zo, dat de pijlen die deze vectoren voorstellen in hetzelfde punt vertrekken. Men maakt een parallellogram, zoals op de tekening. Wanneer men dan een pijl tekent die begint in hetzelfde punt waar {\displaystyle \mathbf {a} } en {\displaystyle \mathbf {b} } beginnen en dat gaat naar de overliggende hoek van het parallellogram, ontstaat {\displaystyle \mathbf {a} +\mathbf {b} }.

Som van meer vectoren

Er bestaat ook een andere manier om {\displaystyle \mathbf {a} +\mathbf {b} } te construeren, de kop-staartmethode: als het pijltje dat {\displaystyle \mathbf {a} } voorstelt, gaat van {\displaystyle P} naar {\displaystyle Q}, teken dan {\displaystyle \mathbf {b} } zo dat het pijltje dat {\displaystyle \mathbf {b} } voorstelt, begint in {\displaystyle Q}. Als dan de pijl die {\displaystyle \mathbf {b} } voorstelt, stopt in {\displaystyle R}, is de pijl van {\displaystyle P} naar {\displaystyle R} een voorstelling van de vector {\displaystyle \mathbf {a} +\mathbf {b} }. De volgende afbeelding illustreert dit:
Deze tekening illustreert meteen ook de gelijkheid van Chasles-Möbius:
{\displaystyle {\overrightarrow {PQ}}+{\overrightarrow {QR}}={\overrightarrow {PR}}}
Deze manier is ook toepasbaar bij meerdere vectoren.

Verschilvector van de vectoren en

### Verschil van vectoren
Het verschil {\displaystyle \mathbf {a} -\mathbf {b} } van de vectoren {\displaystyle \mathbf {a} } en {\displaystyle \mathbf {b} } is gedefinieerd als {\displaystyle \mathbf {a} +(-\mathbf {b} )}, waarin {\displaystyle -\mathbf {b} } de tegengestelde vector van {\displaystyle \mathbf {b} } is, dat wil zeggen de vector met dezelfde grootte als {\displaystyle \mathbf {b} }, maar met tegengestelde richting.

### Vermenigvuldiging van een vector met een scalair
Om het verschil tussen getallen en vectoren aan te duiden, noemt men een getal ook wel een scalair: de kentallen van een vector zijn scalairen. Wanneer men een vector {\displaystyle \mathbf {a} } vermenigvuldigt met een scalair {\displaystyle k}, krijgt men een nieuwe vector {\displaystyle k\mathbf {a} }. Deze bewerking wordt scalaire vermenigvuldiging genoemd. De grootte van {\displaystyle k\mathbf {a} } is {\displaystyle |k||\mathbf {a} |} en de richting is gelijk aan die van {\displaystyle \mathbf {a} } als {\displaystyle k>0}, en wordt omgekeerd als {\displaystyle k<0}. De volgende afbeelding illustreert de begrippen:
Hierbij is {\displaystyle -\mathbf {a} } gelijk aan {\displaystyle (-1)\cdot \mathbf {a} }. Als {\displaystyle \mathbf {a} =(a_{1},a_{2},a_{3})} ten opzichte van een bepaalde basis, zal, ten opzichte van diezelfde basis, {\displaystyle k\mathbf {a} =(ka_{1},ka_{2},ka_{3})}.

### Norm van een vector
De lengte, grootte of norm van de vector {\displaystyle \mathbf {a} } wordt aangeduid door {\displaystyle \|\mathbf {a} \|} en een enkele keer met {\displaystyle |\mathbf {a} |}, maar de norm van een vector dient niet met de absolute waarde te worden verward, dat is een scalaire norm, of door een gewone {\displaystyle a}.
De norm van een vector correspondeert met het gewone afstandsbegrip, de euclidische afstand, het afstandsbegrip bepaald door het inproduct van vectoren, en kan van de vector {\displaystyle \mathbf {a} } worden berekend met:
{\displaystyle \|\mathbf {a} \|={\sqrt {a_{1}^{2}+a_{2}^{2}+a_{3}^{2}\ }}}
Dat is een gevolg van de stelling van Pythagoras aangezien de basisvectoren {\displaystyle \mathbf {e} _{1},\mathbf {e} _{2},\mathbf {e} _{3}} orthogonale eenheidsvectoren zijn.

### Inwendig product
Het inwendige product, ook wel inproduct, scalaire product of dot product genoemd, van twee vectoren {\displaystyle \mathbf {a} } en {\displaystyle \mathbf {b} } zegt iets over de hoek tussen de vectoren. Er geldt namelijk:
{\displaystyle \mathbf {a} \cdot \mathbf {b} =\|\mathbf {a} \|\|\mathbf {b} \|\cos {\theta }},
waarin {\displaystyle \theta } de hoek tussen {\displaystyle \mathbf {a} } en {\displaystyle \mathbf {b} } is. Soms wordt deze formule als definitie genomen en moet het begrip hoek al bekend zijn. Als definitie wordt ook gehanteerd:
{\displaystyle \mathbf {a} \cdot \mathbf {b} =a_{1}b_{1}+a_{2}b_{2}+a_{3}b_{3}},
waarin {\displaystyle \mathbf {a} =(a_{1},a_{2},a_{3})} en {\displaystyle \mathbf {b} =(b_{1},b_{2},b_{3})}.
De hoek {\displaystyle \theta } tussen de vectoren {\displaystyle \mathbf {a} } en {\displaystyle \mathbf {b} } is dan:
{\displaystyle \theta =\arccos \left({\frac {\mathbf {a} \cdot \mathbf {b} }{\|\mathbf {a} \|\|\mathbf {b} \|}}\right)}.
Als minstens een van beide vectoren de nulvector is, is hun inwendige product nul en de hoek onbepaald. 
Voor de norm van een vector geldt dus dat 
{\displaystyle \|\mathbf {a} \|={\sqrt {\mathbf {a} \cdot \mathbf {a} \ }}}

### Kruisproduct
Voor twee vectoren {\displaystyle \mathbf {a} } en {\displaystyle \mathbf {b} } in de gewone driedimensionale euclidische vectorruimte bestaat ook het kruisproduct, ook wel vectorproduct, uitproduct, uitwendig product of vectoriele product genoemd
{\displaystyle \mathbf {a} \times \mathbf {b} }.
Het kruisproduct is een vector loodrecht op beide vectoren met een grootte gelijk aan de oppervlakte van het parallellogram gevormd door de beide vectoren, en de richting volgens de kurkentrekkerregel, ook rechterhandregel genoemd.
Uitgedrukt in de coördinaten van {\displaystyle \mathbf {a} } en {\displaystyle \mathbf {b} } luidt het kruisproduct:
{\displaystyle \mathbf {a} \times \mathbf {b} =(a_{2}b_{3}-a_{3}b_{2},a_{3}b_{1}-a_{1}b_{3},a_{1}b_{2}-a_{2}b_{1})}
Merk op dat het kruisproduct niet commutatief is, maar anticommutatief:
{\displaystyle \mathbf {b} \times \mathbf {a} =-(\mathbf {a} \times \mathbf {b} )}

### Eenheidsvector

Eenheidsvector in de richting van

Een eenheidsvector is een vector met een norm gelijk aan 1. Eenheidsvectoren worden vooral gebruikt om een richting aan te geven. Een vector met willekeurige norm ongelijk aan 0 kan worden gedeeld door zijn norm om zo een eenheidsvector te creëren. Dit proces staat bekend als het normaliseren van een vector. Een eenheidsvector wordt wel aangeduid met een dakje, zoals in {\displaystyle \mathbf {\hat {a}} } of ook door {\displaystyle {\vec {e_{a}}}}.
Om een vector {\displaystyle \mathbf {a} =(a_{1},a_{2},a_{3})} te normaliseren deelt men de vector door zijn lengte {\displaystyle \|\mathbf {a} \|}:
{\displaystyle \mathbf {\hat {a}} ={\frac {1}{\|\mathbf {a} \|}}\mathbf {a} =\left({\frac {a_{1}}{\|\mathbf {a} \|}},{\frac {a_{2}}{\|\mathbf {a} \|}},{\frac {a_{3}}{\|\mathbf {a} \|}}\right)}

### Nulvector
De nulvector is de vector met lengte nul. In de driedimensionale euclidische ruimte is het de vector met alle coördinaten gelijk aan 0, dus de vector (0,0,0). De nulvector wordt algemeen aangeduid met {\displaystyle {\vec {0}}}, met {\displaystyle \mathbf {0} }, of ook gewoon met 0. In tegenstelling tot enige andere vector, heeft de nulvector geen richting en kan niet worden genormaliseerd (dat wil zeggen dat er geen eenheidsvector is, die een veelvoud is van de nulvector). De som van de nulvector en enige vector {\displaystyle \mathbf {a} } is {\displaystyle \mathbf {a} } zelf, dat wil zeggen dat {\displaystyle \mathbf {0} +\mathbf {a} =\mathbf {a} }.

### Vectoren in de natuurkunde
In de natuurkunde wordt onderscheid gemaakt tussen scalaire en vectoriële grootheden. Het verschil is dat een scalaire grootheid geen richting heeft en een vectoriële grootheid wel. Ze zijn in principe driedimensionaal, maar voor zaken die zich in een vlak afspelen kunnen ze ook tweedimensionaal worden beschouwd.
Voorbeelden van scalaire grootheden uit de natuurkunde zijn: massa, volume, temperatuur, elektrische potentiaal, zwaartekrachtspotentiaal.
Voorbeelden van vectoriële grootheden zijn:
- translatievector, verplaatsingsvector
- snelheid
- versnelling
- kracht
- impuls
- stoot
- impulsmoment
- krachtmoment

In de natuurkunde bestaan ook vectorvelden. Dit zijn velden in de ruimte, waar de grootte en richting van de vector in een punt {\displaystyle (x,y,z)} een functie zijn van de positie {\displaystyle (x,y,z)}.
Voorbeelden zijn:
- plaatsvector
- zwaartekrachtveld
- magneetveld
- elektrisch veld
- elektrische stroomdichtheid

Bij de meeste vectoren in de natuurkunde is de grootte of norm geen dimensieloos getal, maar een grootheid uit te drukken als een getal met een eenheid. Het kan met een vectorveld worden weergegeven in welke richting en hoe sterk de wind waait en dat kan op een bepaalde plaats 20 km/u zijn.

## Vectorruimten in het algemeen
In de context van de lineaire algebra is een vector een element van een vectorruimte.
Boven is het geval van de driedimensionale euclidische ruimte behandeld. De tweedimensionale euclidische ruimte gaat analoog, behalve dat er geen kruisproduct is.
Bij een vectorruimte over een eindig lichaam (Ned) / eindig veld (Be) of over het lichaam (Ned), veld (Be) van de complexe getallen hebben vectoren geen grootte en richting. Het is ook moeilijk om van deze vectoren een tekening te maken.

## Nederland/Vlaanderen
In Nederland wordt op school geleerd dat een vector een grootte en een richting heeft. De richtingen van de vectoren {\displaystyle \mathbf {a} } en {\displaystyle -\mathbf {a} } zijn tegengesteld. In Vlaanderen wordt op school geleerd dat een vector een grootte, een richting en een zin heeft. De richtingen van {\displaystyle \mathbf {a} } en {\displaystyle -\mathbf {a} } zijn gelijk, maar hun zin is tegengesteld. In dit opzicht sluit Nederland aan bij de Engelstalige wereld, en Vlaanderen bij de Franstalige wereld. 